# Evan Peters
Evan Thomas Peters (St. Louis, 20 de janeiro de 1987) é um ator norte-americano, mais conhecido por seus dezessete personagens durante nove temporadas na série antológica American Horror Story, Peter Maximoff na série de filmes X-Men, Ralph Bohner na série WandaVision, Colin Zabel na minissérie Mare of Easttown, papel pelo qual ganhou o Emmy e Jeffrey Dahmer na série Dahmer, papel pelo qual ganhou o Globo de Ouro.

## Biografia
Nascido em St. Louis, no Missouri, é filho de Julie e Phil Peters, seu pai é vice-presidente da administração da Charles Stewart Mott Foundation. Ele frequentou uma escola católica. Tem dois irmãos: um menino, Andrew, e uma menina, Michelle.
Em 2001, a família de Peters mudou-se para Grand Blanc, Michigan, onde ele perseguiu uma carreira de modelo e fez aulas de teatro locais. Ele frequentou a Grand Blanc Community High School, antes de se mudar para Los Angeles aos 15 anos com sua mãe para prosseguir a sua carreira de ator. Ele também frequentou a Burbank High School como um estudante de segundo ano, mas depois começou a ter ensino doméstico.

## Carreira
Seu primeiro papel foi no filme de 2004, Clipping Adam como Adam Sheppard. Interpretou Russell (também conhecido como Bob Esponja), um skatista pateta, no filme Sleepover, com Hunter Parrish e Shane Hunter como seus amigos skatistas. Ele também interpretou Ricky Hobbs no filme An American Crime, e Max Cooperman em Never Back Down e sua continuação Never Back Down 2: The Beatdown. Em 2004, Peters ganhou o prêmio de melhor ator iniciante no Festival de Cinema de Phoenix.
Em 2011, interpretou Tate Langdon na série American Horror Story: Murder House. Devido ao sucesso do seu trabalho, continuou na série até a oitava temporada, American Horror Story: Apocalypse. Chegou a interpretar sete personagens em uma única temporada, ao total, interpretou quinze personagens durante sua participação na série.
Evan em 2010, fez o personagem Todd no filme Kick-Ass, mas foi impedido de retornar ao papel no segundo filme por estar gravando X-Men: Dias de Um Futuro Esquecido no papel de Peter Maximoff, mais conhecido como Mercúrio.
Embora pareça que ele só interprete personagens super intensos, Evan fez comédia e até mesmo um show da Disney. Ele atuou como o personagem nerd Seth Wosmer no seriado da Disney Phil do Futuro.
Em 2021, Peters fez uma aparição surpresa na série WandaVision do Disney +, retratando uma versão alternativa de seu personagem da série de filmes X-Men, mais tarde revelou ser um impostor chamado Ralph Bohner.
Por sua atuação na série Mare of Easttown, Evan foi indicado ao Emmy Awards na categoria de melhor ator coadjuvante em série/limitada por Colin Zabel, ao ser nomeado Evan contou: “Estou muito honrado em ser reconhecido pela Academia por meu trabalho em Mare of Easttown. Trabalhar ao lado de Kate Winslet todos os dias foi um emprego dos sonhos e tem sido incrivelmente recompensador ver a efusão de amor por Zabel. Sou grato a Craig, Brad e HBO pela oportunidade, e muito feliz em compartilhar esse reconhecimento com eles, Kate, Jean, Julianne e todo o elenco e equipe. Também quero parabenizar minha equipe de WandaVision pelas muitas indicações! ” em entrevista ao Award Watch.

## Vida pessoal
Em seus relacionamentos românticos, Evan já namorou a atriz e colega de trabalho Alexandra Breckenridge, ambos atuaram na primeira temporada de American Horror Story, porém não estavam mais em um relacionamento na época. Evan também já teve um relacionamento com a cantora Lisa Origliasso da dupla The Veronicas, a também cantora Pixie Geldof, além da atriz Alexia Quinn.
Em fevereiro de 2012, começou a namorar a atriz e cantora Emma Roberts, que conheceu durante as gravações do filme Adult World, que fizeram juntos. Em julho de 2013, enquanto o casal se hospedava em um hotel em Montreal, Canadá, alguém ouviu uma discussão vindo de seu quarto. Depois de uma "discussão acalorada", eles começaram a bater um no outro. Quando a polícia chegou, eles prenderam Roberts. Peters não foi preso porque Roberts não tinha nenhum machucado imediatamente visível. Peters não quis prestar queixa e Roberts foi liberada horas depois. Em um comunicado conjunto, o casal chamou isso de "um incidente infeliz e mal-entendido", e afirmou que eles estavam "trabalhando juntos para superar isto." Peters e Roberts ficaram noivos em março de 2014. Apesar disso, o relacionamento chegou ao fim em março de 2019.
Em setembro de 2019, a revista US Weekly informou que Peters estaria namorando a cantora Halsey. Em outubro de 2019, eles foram juntos na festa de halloween em comemoração ao centésimo episódio da série American Horror Story, no entanto, nada havia sido confirmado. Dias depois, Halsey confirmou o namoro durante sua participação no programa The Ellen DeGeneres Show. Em março de 2020, Halsey deletou todas as fotos com Peters de seu Instagram, criando rumores de um possível termino. A confirmação aconteceu em junho após Halsey curtir um tweet que mencionava o fim do relacionamento.
Sobre seu relacionamento com a família, Evan sempre teve presente consigo alguns membros familiares durante as premiações e eventos em geral. Sua mãe Julie, já foi vista diversas vezes com o ator em eventos de premiação e estreias, seu pai Phil e irmã Michelle também foram vistos acompanhando o ator a alguns eventos de encontro com fãs. Evan tem uma tatuagem escrito “mãe” no braço esquerdo, e apesar de ela ter sido feita em sua juventude como a primeira tatuagem, o ator sempre enfatiza o quanto se orgulha dela e que jamais a removeria. Sobre fé, Evan comentou em maio de 2021 à entrevista feita pelo podcast Still Watching da Vanity Fair, que apesar de ter sido criado como um católico, agora se identifica mais como um agnóstico, não põe muito em prática o catolicismo em si.

## Filmografia

### Cinema
| Ano  | Título                          | Papel                     | Notas          |
| ---- | ------------------------------- | ------------------------- | -------------- |
| 2004 | Clipping Adam                   | Adam Sheppard             |                |
| 2004 | Sleepover                       | Russell                   |                |
| 2007 | An American Crime               | Ricky Hobbs               |                |
| 2007 | Mama's Boy                      | Keith                     |                |
| 2008 | Remarkable Power                | Ross                      |                |
| 2008 | Gardens of the Night            | Rachel / Brian            |                |
| 2008 | Never Back Down                 | Max Cooperman             |                |
| 2010 | Kick-Ass                        | Todd                      |                |
| 2011 | Never Back Down 2: The Beatdown | Max Cooperman             |                |
| 2011 | The Good Doctor                 | Donny                     |                |
| 2011 | Queen                           | Rapaz da fraternidade     | Curta-metragem |
| 2013 | Adult World                     | Alex                      |                |
| 2014 | X-Men: Days of Future Past      | Peter Maximoff / Mercúrio |                |
| 2015 | The Lazarus Effect              | Clay                      |                |
| 2015 | Safelight                       | Charles                   |                |
| 2016 | Elvis & Nixon                   | Chapin                    |                |
| 2016 | X-Men: Apocalypse               | Peter Maximoff / Mercúrio |                |
| 2017 | The Pirates of Somalia          | Jay Bahadur               |                |
| 2017 | The Accomplice                  | Randy                     | Curta-metragem |
| 2018 | American Animals                | Warren                    |                |
| 2018 | Deadpool 2                      | Peter Maximoff / Mercúrio |                |
| 2019 | Dark Phoenix                    | Peter Maximoff / Mercúrio |                |
| 2019 | I Am Woman                      | Jeff Wald                 |                |
| 2023 | Wish                            | Simon                     |                |
| 2025 | Tron: Ares                      | Julian Dillinger          |                |

### Televisão
| Ano       | Título                                     | Papel                                                                                                | Notas                               |
| --------- | ------------------------------------------ | --- | ----------------------------------- |
| 2004      | The Days                                   | Cooper Day                                                                                           | 6 episódios                         |
| 2004-2005 | Phil of the Future                         | Seth Wosmer                                                                                          | 5 episódios                         |
| 2005-2006 | Invasion                                   | Jesse Varon                                                                                          | 21 episódios                        |
| 2008      | Dirt                                       | Craig Hope                                                                                           | Episódio: "God Bless the Child"     |
| 2008      | Without a Trace                            | Craig Baskin                                                                                         | Episódio: "A Bend in the Road"      |
| 2008      | Monk                                       | Eric Tavela                                                                                          | Episódio: "Mr. Monk and the Genius" |
| 2008      | House                                      | Oliver                                                                                               | Episódio: "Last Resort"             |
| 2008-2009 | One Tree Hill                              | Jack Daniels                                                                                         | 6 episódios                         |
| 2009      | Off the Clock                              | Jew                                                                                                  | Episódio: "Gorgonzola y Pinto"      |
| 2009      | Ghost Whisperer                            | Dylan Hale                                                                                           | Episódio: "Excessive Forces"        |
| 2010      | Criminal Minds                             | Charlie Hillridge                                                                                    | Episódio: "Mosley Lane"             |
| 2010      | The Mentalist                              | Oliver McDaniel                                                                                      | Episódio: "18-5-4"                  |
| 2010      | The Office                                 | Luke Cooper                                                                                          | Episódio: "Nepotism"                |
| 2011      | Parenthood                                 | Brandon                                                                                              | Episódio: "New Plan"                |
| 2011      | In Plain Sight                             | Joey Roston / Joey Wilson                                                                            | Episódio: "Crazy Like a Witness"    |
| 2011      | American Horror Story: Murder House        | Tate Langdon                                                                                         | 12 episódios                        |
| 2012-2013 | American Horror Story: Asylum              | Kit Walker                                                                                           | 13 episódios                        |
| 2013-2014 | American Horror Story: Coven               | Kyle Spencer                                                                                         | 13 episódios                        |
| 2014-2015 | American Horror Story: Freak Show          | Jimmy Darling                                                                                        | 13 episódios                        |
| 2015-2016 | American Horror Story: Hotel               | James Patrick March                                                                                  | 12 episódios                        |
| 2015      | China, IL                                  | Clint                                                                                                | Episódio: "Magical Pet"             |
| 2016      | American Horror Story: Roanoke             | Edward Phillipe Mott / Rory Monahan                                                                  | 10 episódios                        |
| 2017      | American Horror Story: Cult                | Kai Anderson / Andy Warhol / Marshall Applewhite / David Koresh / Jim Jones / Jesus / Charles Manson | 11 episódios                        |
| 2018      | Pose                                       | Stan Bowes                                                                                           | 8 episódios                         |
| 2018      | American Horror Story: Apocalypse          | Sr. Gallant / James Patrick March / Tate Langdon / Jeff Pfister                                      | 10 episódios                        |
| 2021      | WandaVision                                | Pietro Maximoff / Ralph Bohner                                                                       | 4 episódios                         |
| 2021      | Mare of Easttown                           | Colin Zabel                                                                                          | 4 episódios                         |
| 2021      | American Horror Story: Double Feature      | Austin Sommers                                                                                       | 6 episódios                         |
| 2022      | Dahmer – Monster: The Jeffrey Dahmer Story | Jeffrey Dahmer                                                                                       | 10 episódios                        |
| 2024      | Agatha All Along                           | Ralph Bohner                                                                                         | Episódio: "Familiar by Thy Side"    |
| 2026      | The Beauty                                 | Drew Foster                                                                                          |                                     |

## Prêmios e indicações
| Ano  | Prêmio                            | Categoria                                                 | Trabalho                                   | Resultado |
| ---- | --------------------------------- | --------------------------------------------------------- | ------------------------------------------ | --------- |
| 2004 | Phoenix Film Festival             | Melhor Performance Revelação                              | Clipping Adam                              | Venceu    |
| 2005 | Young Artist Awards               | Melhor Performance de um Elenco Jovem em um Filme         | Sleepover                                  | Indicado  |
| 2012 | Satellite Awards                  | Melhor Ator Coadjuvante em Série, Minissérie ou Telefilme | American Horror Story: Asylum              | Indicado  |
| 2016 | Fangoria Chainsaw Awards          | Melhor Ator Coadjuvante em Televisão                      | American Horror Story: Hotel               | Indicado  |
| 2018 | Critics' Choice Television Awards | Melhor Ator em Minissérie ou Telefilme                    | American Horror Story: Cult                | Indicado  |
| 2018 | Saturn Awards                     | Melhor Ator Coadjuvante em Televisão                      | American Horror Story: Cult                | Indicado  |
| 2018 | British Independent Film Awards   | Melhor Ator Coadjuvante                                   | American Animals                           | Indicado  |
| 2021 | Emmy Awards                       | Melhor Ator Coadjuvante em Minissérie ou Telefilme        | Mare of Easttown                           | Venceu    |
| 2021 | Hollywood Critics Association     | Melhor Ator Coadjuvante em Minissérie ou Telefilme        | Mare of Easttown                           | Venceu    |
| 2021 | Gold Derby TV Awards              | Melhor Ator Coadjuvante em Minissérie ou Telefilme        | Mare of Easttown                           | Venceu    |
| 2022 | Critics' Choice Television Awards | Melhor Ator Coadjuvante em Minissérie ou Telefilme        | Mare of Easttown                           | Indicado  |
| 2022 | SAG Awards                        | Melhor Ator em Minissérie ou Telefilme                    | Mare of Easttown                           | Indicado  |
| 2022 | Satellite Awards                  | Melhor Ator Coadjuvante em Série, Minissérie ou Telefilme | Mare of Easttown                           | Venceu    |
| 2023 | Globo de Ouro                     | Melhor Ator em Minissérie ou Telefilme                    | Dahmer – Monster: The Jeffrey Dahmer Story | Venceu    |
| 2023 | SAG Awards                        | Melhor Ator em Minissérie ou Telefilme                    | Dahmer – Monster: The Jeffrey Dahmer Story | Indicado  |
| 2023 | Satellite Awards                  | Melhor Ator em Minissérie ou Telefilme                    | Dahmer – Monster: The Jeffrey Dahmer Story | Venceu    |
| 2023 | Emmy Award                        | Melhor ator em minissérie ou telefilme                    | Dahmer – Monster: The Jeffrey Dahmer Story | Pendente  |